# Historie Josefa Egyptského

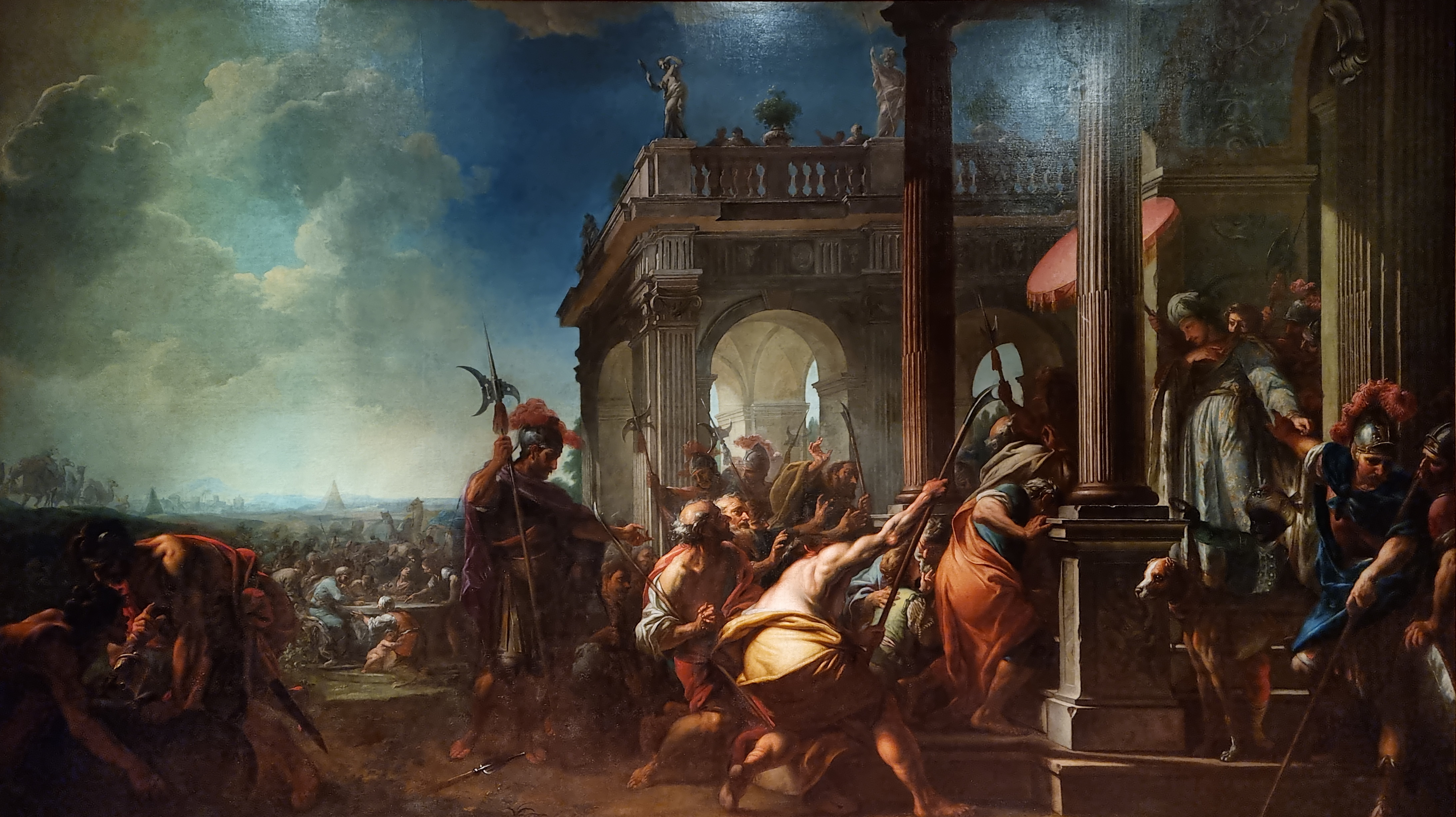
Historie Josefa Egyptského

Historie Josefa Egyptského (též Josef Egyptský se dává poznat svým bratřím) je obraz českého barokního malíře Petra Brandla z roku 1721.

## Historie díla
Dílo se řadí mezi nejvýznamnější objednávky hraběte Františka Josefa Černína z Chudenic a je také formátem největší. Brandl pro Černína a jeho manželku Isabelu pracoval od roku 1718. V téže době byl angažován opatem Otmarem Zinkem na šest oltářních obrazů pro kostel sv. Markéty benediktinů v Břevnově. 
Dochoval se účet na 400 zlatých za tento obraz s datem 14. února 1721 od hraběcího účetního Františka Antonína Tunkla, s dodatkem, že malíř obraz slíbil vyhotovit co nejdříve. Z dalších zpráv vyplývá, že na jaře na obraze pracoval. V soupisu pozůstalosti z roku 1733) se píše o jeho vynikající kvalitě. Opětovně je obraz zmiňován v záznamech z let 1771 a 1791. 13. března 1796 dílo zapůjčil hrabě Jan Rudolf Černín do Obrazárny Společnosti vlasteneckých přátel umění. Je uváděno v katalozích roku 1827, 1831, 1835 a 1838. Po vyklizení Černínského paláce roku 1860 byl přestěhován s rodovou galerií na zámek do Jindřichova Hradce, kde je dodnes uchován.

## Popis díla

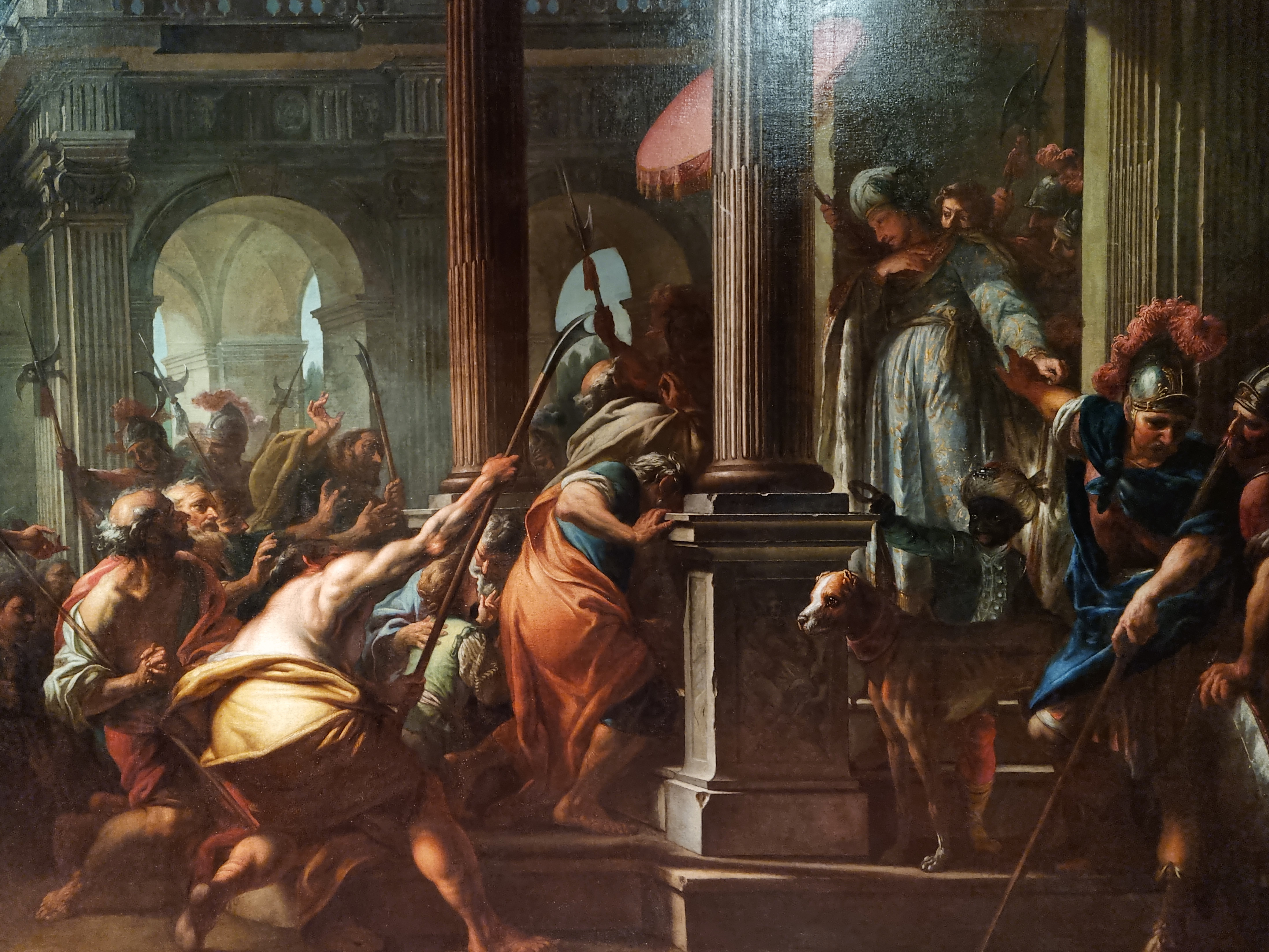
Detail obrazu

Námětem obrazu jsou klíčové události ze života Izraelity Josefa, nejmilejšího z deseti synů pastevce Jákoba a jeho ženy Ráchel, podle starozákonní biblické knihy Genesis. Děj obrazu slučuje tři časově postupné události do tří plánů a rozčleněné scenérie, podobně jako komiks.
1. První téma obrazu je namalováno v levé třetině v nejvzdálenějším, třetím plánu obrazu. Probíhá tam porada Jákobovy rodiny kolem kulatého kamenného stolu, neúrodu musí řešit výpravou všech synů pro obilí do Egypta. Dospělí synové přesvědčují starého otce Jákoba, aby s nimi pro obilí na chléb vyslal také nejmladšího bratra Bejamina, jen tak se zachrání před jistou záhubou hladem. Přísahají, že Benjamína přivedou zpět. Malý nahý Benjamínek je zobrazen jako batole, které se drží sukně své matky Ráchel. Za nimi na obzoru je již vidět karavanu s velbloudy a egyptské pyramidy.
2. Obraz přeskakuje tři dějové epizody biblického příběhu: a) bratři nenáviděli nejmilejšího Jákobova syna Josefa a chtěli ho hodit do studny. Pak ho raději prodali do otroctví, kde Josef ve službě u Putifara musel čelit křivému obvinění jeho ženy, pak byl uvržen do vězení, kde se proslavil výklady snů a byl přijat za faraónova správce. b) Když bratři s žoky obilí dorazili na faraónův dvůr, Josef je poznal, ale nedal se jim poznat. c) Rozhodl se je potrestat tak, že dal do Benjamínova pytle uschovat stříbrný kalich:
3. V levé části obrazu proběhlo prohlížení pytlů, při němž dva faraónovi služebníci kalich nalezli u Benjamína. Provinilec by měl podle práva za krádež zaplatit životem, což bratři nechtějí dopustit. Faraónovi ozbrojení strážci je obstoupili jako zločince, bratři ve svém středu chrání nejmladšího Benjamina, teatrálními gesty odporu se brání, nabízejí se místo něj a domáhají se slyšení u faraónova správce. Monumentálními kulisami celé scény jsou dvě rozevřená křídla paláce, portikus s korintskými sloupy římské architektury a schodiště. Podtrhují dramatičnost okamžiku a vtahují diváka do děje.
4. Vpravo se nad shlukem bratrů na vrcholu schodiště objevuje bohatě oděný faraónův správce a „hlavní vezír“. S blahosklonným úsměvem se dává bratrům poznat a klidným gestem pravice na hrudi jim odpouští provinění. Dílo má klasickou kompozici krajin a monumentálních scén, typickou pro barokních fresky. Na rozvrhu architektury Brandl spolupracoval se specialisty jako byli malíři Andrea Pozzo nebo Jan Hiebel. Dramatické postavy bratří, zejména ten polonahý a zády obrácený, mají naléhavost Rubensových figur, v protikladu k nim stojí voják palácové stráže klidně a s pokojným gestem, doprovázen diváky na terase v pozadí.